# Emoia pseudopallidiceps
Emoia pseudopallidiceps är en ödleart som beskrevs av Brown 1991. Emoia pseudopallidiceps ingår i släktet Emoia och familjen skinkar. Inga underarter finns listade i Catalogue of Life.